# آسك
آسك (بالفرنسية: Acq)‏ هي بلدية فرنسية تقع في إقليم باد كاليه من منطقة نور با دو كاليه في شمال فرنسا. تبلغ مساحة هذه المدينة 4.86 (كم²)، وترتفع عن سطح البحر 91 م، يبلغ عدد سكانها 483 نسمة حسب إحصاء المعهد الوطني للإحصاء والدراسات الاقتصادية سنة 2009 م. وترأس Jean-Pierre Delcour البلدية خلال فترة (2008-2014).